# Zhang'antun Jiedao
Zhang'antun Jiedao (kinesiska: 张安屯, 张安屯街道) är en socken i Kina. Den ligger i provinsen Yunnan, i den sydvästra delen av landet, omkring 110 kilometer nordost om provinshuvudstaden Kunming.
Genomsnittlig årsnederbörd är 1 055 millimeter. Den regnigaste månaden är juni, med i genomsnitt 238 mm nederbörd, och den torraste är januari, med 11 mm nederbörd.